# Gülsüm
Gülsüm significa (persona amb) "cara rodona" en àrab i s'utilitza com a nom de dona en turc. Persones amb el nom Gülsüm inclouen:
- Gülsüm Kav - metgessa i acadèmica turca, defensora dels drets de la dona
- Gülsüm Güleçyüz - esportista turca